# ورمبایه
ورمبایه (به صربی: Vrmbaje) یک منطقهٔ مسکونی در صربستان است که در ایوانئیتسا واقع شده‌است. ورمبایه ۲۹٫۵۰ کیلومتر مربع مساحت و ۳۰۴ نفر جمعیت دارد.